# Smocze łodzie na Plażowych Igrzyskach Azjatyckich 2012 - 3000 metrów kobiet
Wyścig smoczych łodzi na dystansie 3000 metrów kobiet podczas III Plażowych Igrzysk Azjatyckich w Haiyan odbył się 19 czerwca 2012 roku. Do rywalizacji przystąpiło pięć drużyn. Złoto zdobyła reprezentacja Indonezji.

## Wyniki
| Miejsce | Załoga    | Czas      |
| ------- | --------- | --------- |
|         | Indonezja | 14:55,960 |
|         | Chiny     | 14:59,970 |
|         | Tajlandia | 15:00,680 |
| 4       | Japonia   | 16:05,930 |
| 5       | Makau     | 16:33,540 |